# Rāmānuj Ganj
Rāmānuj Ganj är en ort i Indien.   Den ligger i distriktet Surguja och delstaten Chhattisgarh, i den centrala delen av landet, 800 km sydost om huvudstaden New Delhi. Rāmānuj Ganj ligger 436 meter över havet och antalet invånare är 10 701.
Terrängen runt Rāmānuj Ganj är platt. Runt Rāmānuj Ganj är det ganska tätbefolkat, med 120 invånare per kvadratkilometer. Det finns inga andra samhällen i närheten. Trakten runt Rāmānuj Ganj består till största delen av jordbruksmark.